# Gorgui Dieng
Gorgui Sy Dieng (Kébémer, Louga; 18 de enero de 1990) es un exjugador de baloncesto senegalés que disputó 10 temporadas en la NBA. Con 2,08 metros de altura, jugaba en la posición de pívot. Fue también internacional absoluto con Senegal.

## Trayectoria deportiva

### Universidad
Jugó durante tres temporadas con los Cardinals de la Universidad de Louisville, en las que promedió 8,4 puntos, 7,9 rebotes y 2,6 tapones por partido. En su temporada sophomore lideró la Big East Conference en tapones, y batió el récord histórico de su universidad.
Ya en su última temporada en el equipo fue elegido mejor defensor de la conferencia e incluido en el mejor quinteto de la misma, ganando además el torneo de la NCAA.

#### Estadísticas
| Año     | Equipo     | PJ  | PT | MPP  | %TC  | %3P  | %TL  | RPP | APP | ROB | TPP | PPP |
| ------- | ---------- | --- | -- | ---- | ---- | ---- | ---- | --- | --- | --- | --- | --- |
| 2010–11 | Louisville | 29  | 9  | 15.6 | .618 | .000 | .538 | 4.4 | .7  | .4  | 1.9 | 5.7 |
| 2011–12 | Louisville | 40  | 40 | 32.8 | .525 | .500 | .676 | 9.1 | 1.1 | 1.2 | 3.2 | 9.1 |
| 2012–13 | Louisville | 33  | 32 | 31.1 | .534 | —    | .652 | 9.4 | 2.0 | 1.3 | 2.5 | 9.8 |
| Total   | Total      | 102 | 81 | 27.3 | .545 | .333 | .640 | 7.9 | 1.2 | 1.0 | 2.6 | 8.3 |

### Profesional

#### Minnesota Timberwolves (2013-2020)

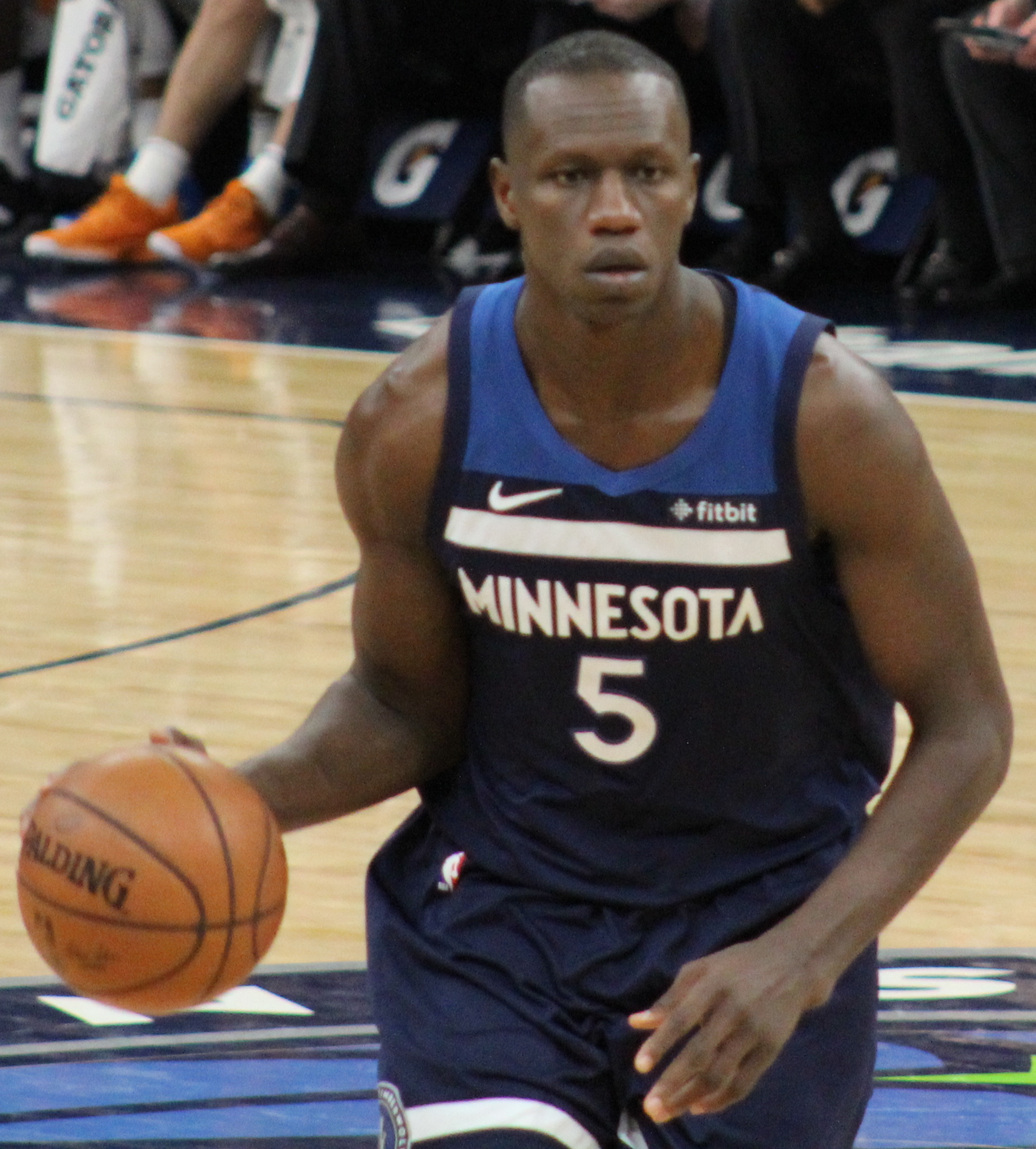
Dieng con Minnesota en 2019.

Fue elegido en la vigésimo primera posición del Draft de la NBA de 2013 por Utah Jazz, pero fue traspasado a los Minnesota Timberwolves junto con la decimocuarta elección, Shabazz Muhammad, a cambio de la elección novena, Trey Burke.
El 22 de mayo de 2014, Dieng fue elegido en el segundo mejor quinteto de rookies de la NBA en la temporada 2013-14.
En su tercera temporada con los Timberwolves, el 11 de marzo de 2016, consigue la mejor anotación de su carrera con 25 puntos ante Oklahoma City Thunder. Además esa temporada finalizó con su mejor promedio anotador, con 10,1 puntos por encuentro.
Antes del comienzo de su cuarto año, el 31 de octubre de 2016, renueva por cuatro temporadas más y $64 millones con los Timberwolves.

#### Memphis Grizzlies (2020-2021)
Durante su séptima temporada en Minnesota, el 6 de febrero de 2020 fue traspasado a Memphis Grizzlies en un acuerdo a tres bandas que también involucró a Miami Heat.

#### San Antonio Spurs (2021)
El 26 de marzo de 2021, los Grizzlies cortan a Dieng. Pero el 28 de marzo, firma con San Antonio Spurs hasta final de temporada.

#### Atlanta Hawks (2021-2022)
El 3 de agosto de 2021, firma como agente libre con Atlanta Hawks por 1 año.

#### San Antonio Spurs (2022-2023)
El 5 de julio de 2022 firma un contrato por un año con San Antonio Spurs. Pero el 5 de enero de 2023 es cortado tras trece encuentros. Tres días después regresó a los Spurs con un contrato por diez días, contrato que fue renovado el 20 de enero por diez días más. El 10 de febrero firmó hasta final de temporada.
El 9 de diciembre de 2023, con 33 años y tras 10 temporada en la NBA, anuncia su retirada como jugador profesional, y es nombrado representante de operaciones baloncestísticas de los Spurs.

### Selección nacional
Disputó con la selección de Senegal el Mundial de 2014, llegando a octavos de final y donde promedió 16 puntos y 10,7 rebotes en los 6 encuentros que disputó.
También ha participado en varios AfroBasket: 2015, 2017 y 2021, ganando el bronce en los dos últimos y siendo nombrado en el mejor quinteto del torneo en todos ellos.

## Estadísticas de su carrera en la NBA

### Temporada regular
| Año     | Equipo      | PJ  | PT  | MPP  | %TC  | %3P   | %TL  | RPP | APP | ROB | TPP | PPP  |
| ------- | ----------- | --- | --- | ---- | ---- | ----- | ---- | --- | --- | --- | --- | ---- |
| 2013-14 | Minnesota   | 60  | 15  | 13.6 | .498 | 1.000 | .634 | 5.0 | .7  | .5  | .8  | 4.8  |
| 2014-15 | Minnesota   | 73  | 49  | 30.0 | .506 | .167  | .783 | 8.3 | 2.0 | 1.0 | 1.7 | 9.7  |
| 2015-16 | Minnesota   | 82  | 39  | 27.1 | .532 | .300  | .827 | 7.1 | 1.7 | 1.1 | 1.2 | 10.1 |
| 2016-17 | Minnesota   | 82  | 82  | 32.4 | .502 | .372  | .814 | 7.9 | 1.9 | 1.1 | 1.2 | 10.0 |
| 2017-18 | Minnesota   | 79  | 0   | 16.9 | .479 | .311  | .775 | 4.6 | .9  | .6  | .5  | 5.9  |
| 2018-19 | Minnesota   | 76  | 2   | 13.6 | .501 | .339  | .830 | 4.1 | .9  | .6  | .5  | 6.4  |
| 2019-20 | Minnesota   | 46  | 17  | 16.9 | .448 | .383  | .797 | 5.6 | 1.3 | .8  | .9  | 7.4  |
| 2019-20 | Memphis     | 17  | 0   | 18.7 | .483 | .250  | .738 | 5.8 | .9  | .8  | 1.0 | 7.2  |
| 2020-21 | Memphis     | 22  | 1   | 16.9 | .519 | .479  | .884 | 4.5 | 1.3 | .8  | .6  | 7.9  |
| 2020-21 | San Antonio | 16  | 0   | 11.3 | .527 | .318  | .833 | 2.6 | 1.2 | .6  | .1  | 5.3  |
| 2021-22 | Atlanta     | 44  | 3   | 8.4  | .473 | .426  | .731 | 2.8 | .8  | .3  | .3  | 3.5  |
| 2022-23 | San Antonio | 31  | 1   | 11.5 | .385 | .280  | .769 | 3.5 | 1.7 | .1  | .5  | 3.9  |
| Total   | Total       | 628 | 209 | 20.9 | .496 | .355  | .791 | 5.6 | 1.3 | .7  | .9  | 7.3  |

### Playoffs
| Año   | Equipo    | PJ | PT | MPP  | %TC  | %3P  | %TL   | RPP | APP | ROB | TPP | PPP |
| ----- | --------- | -- | -- | ---- | ---- | ---- | ----- | --- | --- | --- | --- | --- |
| 2018  | Minnesota | 5  | 0  | 14.0 | .333 | .400 | .750  | 3.6 | .8  | .4  | .8  | 3.4 |
| 2022  | Atlanta   | 2  | 0  | 5.0  | .500 | .000 | 1.000 | 1.5 | .0  | .0  | .0  | 1.5 |
| Total | Total     | 7  | 0  | 11.4 | .350 | .333 | .800  | 3.0 | .6  | .3  | .6  | 2.9 |

## Vida personal
Dieng es musulmán practicante.
Gorgui significa "el antiguo" en la lengua nativa senegalesa wólof.
Dieng es conocido por su labor filantrópica. Creó la Gorgui Dieng Foundation en 2015, que ha proporcionado ayuda, incluyendo equipos y suministros médicos, para mejorar la atención sanitaria en su país natal, Senegal. Por ello, en 2019 se convirtió en el tercer jugador en recibir el premio Offseason NBA Cares Community Assist Award.